# EESZT
Az Elektronikus Egészségügyi Szolgáltatási Tér, röviden EESZT, vagy e-tér egy olyan, az egészségügyi szolgáltatási folyamatokat összekapcsoló (integrált) informatikai rendszer és adatbázis, amely a magyarországi egészségügyi rendszerben ellátottakra vonatkozó kényszer-adatgyűjtést előíró törvények megvalósítását teszi lehetővé. Az EESZT adatbázis személyes adatok mellett a leletek, receptek, és különféle egészségügyi vizsgálatokkal kapcsolatos információk, a páciens haláláig (és az után még öt évig) tartó gyűjtésére, tárolására és megosztására szolgál. Annak ellenére, hogy az EESZT adatbázis működése nincs összhangban az Europai Uniónak a személyes adatok kezelésre és felhasználására vonatkozó rendeleteivel nevezetesen az általános adatvédelmi rendelettel (GDPR)l, mivel a személyes adatokra vonatkozó formális önrendelkezésen túl valódi önrendelkezést nem tesz lehetővé, a magyarországi törvényhozók a személyes adatokkal kapcsolatos önrendelkezési jogok további szűkítését tervezik. Az EESZT adatbázis működtetője az Országos Kórházi Főigazgatóság. Az EESZT adatbázis két külön portálfelülettel rendelkezi, egyik az egészségügyi dolgozók, másik a lakossági felhasználók számára teszi lehetővé az EESZT-rendszer használatát, de az adatbázishoz több államigazgatási szerv is csatlakozott, többek között közvetlenül fér hozzá az Emberi Erőforrások Minisztériuma, Országos Gyógyszerészeti és Élelmezés-egészségügyi Intézet, a Nemzeti Egészségbiztosítási Alapkezelő, és a Nemzeti Népegészségügyi Központ,  a magyar rendőrség, a titkosszolgálatok, a TEK, az adóhatóság, valamint a bíróságok is kérhetnek le adatokat belőle. Az EESZT adatbázis rendszerét – mint adatfeldolgozó – a Nemzeti Infokommunikációs Szolgáltató Zrt. (NISZ) üzemelteti. Az EESZT adatbázisba 2019 márciusáig összesen 500 millió adat került feltöltésre. A törvényi szabályozás következtében, 2020 január elsejétől az EESZT rendszerhez történő csatlakozás a magánorvosok számára is kötelezővé vált, így a magánklinikán való kezelésekkel kapcsolatos információk (például az urológiai vizsgálatok, vagy szépészeti beavatkozások) elvégeztetése sem tartható meg magántitokként, magánügyként.

## Az EESZT története
Az EESZT adatbázis működést lehetővé tevő rendszer kifejlesztés összesen 20 milliárd forintba került, amely az Európai Unió anyagi támogatásával valósult meg. Az EESZT-rendszer fejlesztői között volt többek között Kókai József szoftverfejlesztő, aki eredetileg hobbiként kezdett egészségügyi rendszerek fejlesztésével foglalkozni, mint az egészségügyben dolgozó informatikus. Majd később, mikor egy szoftverfejlesztő cégnél kezdett egészségügyi adatbázis fejlesztésén dolgozni, felhasználta korábbi tapasztalatait. Az egészségügyi integrált rendszer informatikai fejlesztéseinek egy részét a Béker-Soft Informatika Kft. készítette, fejlesztette ki.
Az EESZT működését megalapozó törvényt a Magyar Országgyűlés 2015 decemberében fogadta el. Az EESZT-rendszer tesztelése 2017-ben történt. 2017. november 1-jén az EESZT adatbázishoz csatlakoztak a háziorvosi számítógépek, a járó- és fekvőbeteg-ellátó intézmények számítógépes hálózata, valamint az összes gyógyszertár számítógépe is. 2018 novemberéig bizonyos magánklinikák számára is kötelezővé vált a csatlakozás. 2019. októberétől minden magánszolgáltatónak kötelező lett a csatlakozás, 2020. június 1-től a személyes egészségügyi adatok jelentése is kötelező lett a számukra.

## Az EESZT rendszer felépítése, működése
Magyarországon minden egészségügyi ellátásban részesülő személy adatainak, diagnózisainak, vizsgálati eredményeinek az EESZT-adatbázisban nyilvántartása és rögzítése, az adott személy tudtán kívül és akarata ellenére is kötelező. Ezen felül minden magyar állampolgárról egy e-profilnak nevezett adatgyűjtési profilt hoztak létre anélkül, hogy erről az érintett személyt értesítették volna.

### Belépés az EESZT-rendszerbe lakossági ügyfélként
Az EESZT rendszer használata a páciensek számára ügyfélkapu belépéssel történik.  Az ügyfél, adataihoz történő hozzáférés részleges korlátozásáról abban az esetben dönthet, ha:
- tudomására jut, hogy milyen adatokat tart nyilván róla az EESZT és élni kíván a hozzáférések korlátozásának jogával
- tud internetezni és ismeri az EESZT-adatbázis internetes felületének használatát
- ha ugyan internetezni nem tud, de felkeresi a Kormányablakot, hogy a beállításai módosításához segítséget kérjen[15]

### Csatlakozás EESZT-hez és belépés az EESZT-be egészségügyi dolgozóként
Az orvosok illetve az egészségügyi intézmények EESZT-rendszerhez történő csatlakozása az intézményi regisztrációval, aktiválással kezdődik, amelyhez szükséges egy intézményi adminisztrátor kijelölése (aki lehet informatikus vagy egy orvos is). Amennyiben az intézményi adminisztrátor orvos, abban az esetben aktiváláskor az orvosi pecsétszám megadása szükséges. Később ez az adminisztrátor ad hozzáférési jogot az intézmény többi dolgozója – például az asszisztensek – számára is.

### Eseménylista, kórtörténet, beutaló, és recept
Az eseménykatalógus valójában egy lista, amely naplóz minden orvos-beteg találkozási eseményt; háziorvosi vizsgálatokat, szakellátási eseményeket, fekvőbetegellátási tevékenységeket, de iskolaorvosi ellátásokat, gyógytorát, pszichológiai interjút, rehabilitációs ellátást stb. A különféle szakorvosi vizsgálati eredményeket, ambuláns lapokat, leleteket (röntgen, labor, mikrobiológia, patológia), zárójelentéseket, műtéti jegyzőkönyveket és egyéb dokumentumokat az úgynevezett e-kórtörténet tartalmazza. Az elektronikus beutaló elkészítésének feltétele, hogy az EESZT-rendszerben láthatóak legyenek a szabad időpontok. (Ez a funkció meg nem működik rutinszerűen.) Az EESZT lehetővé teszi e-recept kiállítását, amelyet kiváltás előtt a felíró orvos elektronikusan vissza is tud vonni.

### Az EESZT rendszerhez csatlakozó szervezetek
- Egészségügyi szolgáltatók
- Gyógyszertárak
- Mentőszolgálat
- Államigazgatási szervek és egyéb intézetek:

- - Emberi Erőforrások Minisztériuma
  - Országos Gyógyszerészeti és Élelmezés-egészségügyi Intézet
  - Nemzeti Egészségbiztosítási Alapkezelő
  - Nemzeti Népegészségügyi Központ
  - Országos Kórházi Főigazgatóság
- A működtető, az Országos Kórházi Főigazgatóság egyes folyamatokban adatkezelő, másszor adatfeldolgozó. Az informatikai háttér biztosításához a kormányzati felhőszolgáltatást veszi igénybe, amelyet a Nemzeti Infokommunikációs Szolgáltató Zrt. (NISZ) biztosít.[8]

## A betegek önrendelkezési joga az EESZT-rendszerben
A betegek önrendelkezési lehetőségei a következők. Az eseménynaplóra, az e-beutalóra, az e-dokumentumokra és az e-receptekre azonos elven működő, a kezelőorvos elérését korlátozó szabályokat alkothatnak. Az általános hozzáférési korlátozások esetében négy különböző szabályozási módszer van:
- Alapállapot
- Egyszerű rendelkezéssel szabályozott állapot
- Összetett rendelkezéssel szabályozott állapot
- Hozzáférést teljesen tiltó állapot

az egészségügyi adatokon belül a készítők tizennégy alcsoportot hoztak létre, amelyek érzékenyebbek a többi adatnál és van a tizenötödik, amely az összes egyéb más adatot jelenti. A tizennégy szenzitív csoportra három egyszerű korlátozási lehetőség van: csak megfelelő szakvizsgával rendelkező orvos érheti el, bármely magyar orvos elérheti és a hozzáférés tiltása. Az Egyszerű rendelkezéssel szabályozott állapotban 14x3 beállítást tehetünk, minden egyes csoportra korlátozások állíthatunk be. Az Alapállapotban négy csoportra (Addiktológia, HIV státusz, Pszichiátria, Nemi betegségek) szakorvosi elérés van beállítva, minden egyéb adatra korlátozás nélküli elérés van beállítva. Kritikaként fogalmazható meg, hogy a szenzitív csoportok között nem szerepel a genetika, lombik kezelés, andrológia, neurológia, endokrinológia, ami azt jelenti, hogy ezek a tizenötödik (maradék) csoportba tartoznak, és így rájuk semmilyen korlátozás nem tehető az Egyszerű rendelkezéssel szabályozott állapotban.
Az összetett rendelkezéssel szabályozott állapotban egészen finom szabályokat alkothatunk az elérésekre vonatkozóan. Mindazonáltal nincs mód arra, hogy egyetlen dokumentumra, adatra állítsunk fel hozzáférési szabályokat, ehelyett kizárólag csak szolgáltatóra (dokumentum forrásra) lehet szűrni és az összes ettől a szolgáltatótól kibocsátott adatra érvényes lesz a szabályunk. Az ilyen, azonos szolgáltatótól származó dokumentum csoportot lehet elérhetővé tenni ellátó intézmény / ellátó intézmény kijelölt osztálya / egyetlen kijelölt orvos számára. Az Összetett rendelkezéssel szabályozott állapot bonyolult, az évek során 50-100 hozzáférési szabály is összejöhet, amelyekkel lehet az eléréseket szabályozni. Sajnos a szabályrendszert nem lehet kipróbálni, illetve (a GDPR szabályaival ellentétben), kétség esetén nem a tiltást, hanem a megengedést választja a program. Valószínűleg sokkal jobb a teljes tiltást választani, és ha kell, akkor a szükséges két-három dokumentumot kell elérhetővé tenni egy küszöbön álló orvosi vizit előtt. Az itt hivatkozott oldalon részletes EESZT tájékoztató videók és PDF állományok vannak.
Az e-profilra ettől radikálisan eltérő korlátozásokat tehetnek. Ezt a képernyőn egy külön panelen lehet szabályozni. Itt nincs lehetőség az adatok szűrésére, azaz vagy minden egyes adat látható, vagy minden egyes adat elérhetetlen. Egyedül az e-profile esetében teszi lehetővé az EESZT azt, hogy az állampolgár megtiltsa az adatok feltöltését. Ez indokolt is a fentiek fényében, hiszen az e-profil adatok születéstől mindhalálig – kitörölhetetlenül – szerepelni fognak az EESZT-ben, és rendkívül megalázó tud lenni, ha egy kényesebb betegség adata állandóan ott világít a képernyőn. Az e-profilban megjelennek a nemi betegségek, abortusz, fogyatékosság, genetikai rendellenesség, lombik kezelés stb. adatai. Az e-profil hozzáférési korlátozásokat az "e-profil adatkezelés beállítása" panelen (az Önrendelkezés képernyőn) lehet beállítani. Három lehetőség van:
- A beküldés és lekérdezés engedélyezése
- Az adatbeküldés tiltása
- Teljes tiltás

Ha Az adatbeküldés tiltását választjuk, akkor a kezelőorvos nem tud adatot felvinni, de a korábban rögzített minden adatot eléri. A Teljes tiltás a beküldést sem teszi lehetővé, és a korábban felvitt adatok elérését is megtiltja. Az e-profilra vonatkozó önrendelkezési lehetőséget az OKFŐ 2021 novemberében önhatalmúlag megszüntette. Egyelőre nem ismert, hogy hajlandó-e visszakapcsolni, és hogy mi ennek a törvényellenes lépésnek az oka.
A magánorvosok az EESZT-be 2020. június 1-től kötelesek jelenteni, azonban semmilyen jogalapjuk nincs arra, hogy a TAJ-t a betegektől követeljék, vagy az egészségügyi ellátás feltételéül szabják. Az EMMI-nek nem volt bátorsága ahhoz, hogy személyazonosító jelekről (mint például a TAJ) használatáról szóló 1996. évi XX. törvénybe belenyúljon, amelyet a 15/1991. számú alkotmánybírósági határozat véd, csak arra futotta neki, hogy egy miniszteri rendeletben kötelezték a magánorvosokat a folyamatos jelentésre (ez nyilvánvalóan egy alkotmányellenes és nyíltan törvényellenes üres fenyegetőzés, csak hát senki sem mer ellenszegülni). A magánorvosok a legkülönbözőbb cselekkel próbálják meg megszerezni a TAJ-t, hogy jelenthessenek (ezt nyilván nem árulják el a betegnek), viszont a beteg egyáltalán nem köteles azt átadni. Sőt, a magánorvos egyéb más személyazonosító jelet vagy személyi igazolványszámot, útlevélszámot SEM kezelhet.
Ugyan a beteg – feltéve, hogy tud internetezni – elvben (az online felületen) nyilatkozhat arról, hogy mely adatok láthatóságát teszi lehetővé az EESZT-adatbázisba belépő orvosok számára, ennek ellenére a beteg által nem engedélyezett információk is láthatóak bármely orvos számára a  "sürgős szükség esetéről van szó" menüpont használata esetén. Ezért azt, hogy egy munkavállalónak van olyan betegsége, amelynek a kitudódása a munkaerőpiaci helyzetét negatívan befolyásolhatja, nem titkolhatja el a leendő munkáltatója előtt. Az EESZT rendszer lehetővé teszi a kényes adatok, betegség-diagnózisok a munkaalkalmassági vizsgálatot végző orvosok által is elérhetőek legyenek. De az üzemorvos úgy is hozzáférhet a korlátozott hozzáférésű adatokhoz, hogy egy másik szakorvos segítségét kéri, egyszerűen beutalja egy vizsgálatra a munkavállalót, és a leletből jut hozzá a kényes információkhoz. A beteg az adatainak, harmadik fél számára történő kiadásáról sem kap tájékoztatást. Annak ellenére, hogy az Országos Kórházi Főigazgatóság által kiadott, az Európai Unió által hozott adatvédelmi rendelet (GDPR) hatályba lépését követően, 2018. május 25-én frissített hivatalos EESZT adatvédelmi tájékoztató szerint elvben a betegnek van rá lehetősége, hogy nyomon kövesse azt, hogy ki fért hozzá az adataihoz. Problémás továbbá, hogy az európai uniós adatvédelmi rendelet előírásaival szembemenve az EESZT nem teszi lehetővé, hogy a beteg (a már korábban rögzített) adatok, leletek törléséről rendelkezzen.
Az adatvédelmi tájékoztató ugyan elvben utal az adattörlés lehetőségére, de tizenhárom olyan okot sorol fel, és nevez meg amellyel gyakorlatilag lehetetlenné teszi azt, ezekben megindokolja, hogy a személyes adat törlését miért nem engedélyezi. A személyes adatok törlése az EESZT-rendszerben a következő okokra hivatkozva visszautasítható:
- népegészségügyi közérdek
- közérdekű archiválás
- történelmi kutatás
- statisztikai célok veszélyeztetése: ha a törlés valamely statisztikai cél megvalósulását "lehetetlenné tenné", vagy veszélyeztetné
- jogi felhasználás céljainak veszélyeztetése: ha a törölt adatok jogi igények (eljárások) érvényesítéséhez szükségesek lehetnek.[8]

"Az Érintett a törléshez, elfeledtetéshez való jogával nem élhet, ha az adatkezelés szükséges a véleménynyilvánítás szabadságához és a tájékozódáshoz való jog gyakorlása céljából; népegészségügy területét érintő közérdek alapján; a közérdekű archiválás céljából, tudományos és történelmi kutatási célból vagy statisztikai célból, amennyiben a törléshez való jog gyakorlása lehetetlenné tenné vagy komolyan veszélyeztetné ezt az adatkezelést; vagy [ha az adatkezelés szükséges] jogi igények előterjesztéséhez, érvényesítéséhez, illetve védelméhez." – EESZT Adatkezelési Tájékoztató, 2018, 20. oldal
Habár az adatvédelmi tájékoztató elvben utal a személyes adatok törlésének lehetőségére, de az EESZT adatvédelmi tájékoztatóban felsorolt indokok alapján a személyes adat törlés, kérés alapján történő teljesítésének nincsen jogi alapja, illetve nincsen olyan indok ami alapján az teljesíthető volna.

## Az EESZT-hez kapcsolódó ellentmondások és kritikák
- Tájékoztatási kötelezettség elmaradása: A sajtóban megjelent adatvédelmi, szakértői vélemény szerint az uniós rendelet (GDPR) szerint az orvosoknak kötelessége volna tájékoztatnia a beteget arról, hogy az adatait, és leleteit feltöltik az EESZT adatbázisba.[1]
- Egyéb adatvédelmi és személyiségi jogi problémák: A kritikusok (például Alexin Zoltán) véleménye szerint az ilyen (a betegek akaratát figyelmen kívül hagyó) adatgyűjtés nem csak az európai uniós szabályozással és irányelvekkel, de a nemzetközi emberi jogi egyezményekkel is szembe megy.[25] A kritikusok szerint az EESZT-rendszer a személyes adatokra vonatkozó önrendelkezést csak látszólagosan teszi lehetővé, és az a páciensek önrendelkezésre vonatkozó jogát csorbítja. A Népszava újságíróinak információi szerint az Országos Kórházi Főigazgatóság vezetői jelenleg nem tervezik a szigorodó európai uniós adatvédelmi rendeletek miatt az EESZT-rendszer adatvédelmi szabályainak megváltoztatását.[24] A kényes adatok tekintetében, ha valakit le akar informálni a munkáltatója, az sem jelent nagy akadályt, hogy bizonyos betegségekhez kapcsolódó adatokhoz csak szakorvos férhet hozzá, ugyanis az üzemorvos is megkérhet egy szakorvost, hogy megnézze a kívánt információkat számára. Ez annak ellenére is így van, hogy az Európai Unió adatvédelmi törvénye értelmében az adatkezelésről az érintett személyt értesíteni kellene. Így például egy munkáltató  a munkavállalóját a tudta nélkül nem informálhatna le.[26] Tehát a jelenlegi EESZT rendszer több módon is lehetőséget ad az adatvédelmi visszaélésekre. A jogvédő szakértők szerint a lehetséges visszaélések esélyét mérsékelhetné, ha az egészségügyi adatokhoz való hozzáférés alapbeállításban tiltva volna az EESZT-ben.[27]
- Az EESZT rendszert a szakorvosok alig használják: Ugyan a felhasználók az orvosi vény (recept) felírás illetve kiváltás tekintetében igénybe veszik, de a szakorvosi munkához ritkán használják a rendszert, ugyanis a szakorvosok véleménye szerint az EESZT rendszer nem felhasználóbarát, és használata időigényessége miatt az ellátási folyamatot lassítja. Ennek részben az az oka, Szabó Bálint, az Országos Kórházi Főigazgatóság főigazgató-helyettesének egy szakmai fórumon elhangzott véleménye szerint, hogy az "e-térben lévő PDF-fájlok nehezen kezelhetőek" – ez megnehezíti a lényeges információk kiszűrését a szakemberek számára.[12]
- Az ígéretekkel ellentétben nem lett sem gyorsabb sem kényelmesebb az ellátás: Habár a EESZT-rendszer támogatói korábban azzal érveltek, hogy a betegellátás gyorsabb, kényelmesebb és személyre-szabottabb lesz, a kritikusok szerint mindez nem valósult meg.[28] Az ígéretek közt szerepelt, hogy a leleteket a betegeknek nem kell majd magukkal vinniük a szakorvoshoz, mert "minden mindenütt megjelenik majd" és azok automatikusan elérhetőek lesznek a EESZT-rendszerben.[29] A gyakorlatban azonban a digitális képalkotókkal készült felvételek, például CT és röntgenfelvételek (nagy felbontásuk, és tárhely-igényük miatt, csak a készítő intézmény EESZT-rendszerébe kerülnek feltöltésre) nem kerülnek automatikusan megosztásra a kezelőorvosokkal, még akkor sem, ha a beteg azt engedélyezi. Igaz, hogy a kezelőorvos kérvényezheti a lelet, az EESZT-adatbázison keresztül történő megtekintését, de ennél a gyakorlatban egyszerűbbnek bizonyul a hagyományos megoldás, miszerint a beteg elviszi magával a leleteit a szakorvosi rendelésre. Összességében a kritikusok szerint az ígéretekkel ellentétben nem lett sem gyorsabb, sem kényelmesebb, sem személyre-szabottabb az ellátás. A 20 milliárd forintból készült fejlesztés egyetlen előnye jelenleg úgy tűnik csak annyi, hogy ha a beteg elveszti vagy nem viszi magával a receptjét, akkor is ki tudja váltani gyógyszereit a gyógyszertárakban. 2020. tavaszától (a Covid-19 világjárvány első hullámától kezdődően), az EMMI felfüggesztette azt a követelményt, hogy az e-receptet csak a beteg maga, vagy a meghatalmazottja válthatja ki. Ugyanakkor a gyógyszertárban elektronikusan rögzítik a kiváltó személy adatait az EESZT-be.[28]
- Korlátlan adat-hozzáférés: Habár az EESZT-rendszer lehetővé teszi azt, hogy a beteg önrendelkezés jog keretén belül tiltakozzon az adatkezelés ellen, e mellett a törvény az intézményeket kötelezi az adatok rögzítésére. Ez csupán annyit jelent, hogy a kezelőorvosa hozzáférése ellen tiltakozhat. Az állami szervek adatelérése ellen nem. Továbbá problémás, hogy a látszólagos önrendelkezés mellett az orvosok a "sürgős szükség esetről van szó" – gomb nyomásával minden bizalmas adathoz hozzáférhetnek, ebben az esetben ugyan a hozzáférésük okát az internetes felületen meg kell indokolni, de arról, hogy ez az indoklás hová kerül, ki kap róla értesítést, arról nem áll rendelkezésre nyilvános információ a tájékoztató anyagokban. A beteg nem kérhet azonnali tájékoztatást e-mailben a hozzáférésekről. Ez a szolgáltatás csak új beutaló, e-recept vagy e-dokumentum érkezésekor kérhető. Az EESZT azonban lehetővé teszi, hogy az állampolgár a naplóállományban visszakeresse a hozzáféréseket. A hivatalos weboldalakon található tájékoztató információk szerint minden hozzáférési esemény rögzítésre kerül az adott betegnek a hozzáféréseket nyilvántartó naplófájljában. Kivéve a nyomozó hatóságok adatkérései (itt törvény tiltja meg az érintettek tájékoztatását). A jogszabály által elrendelt adattovábbításokról általában nem keletkezik naplóbejegyzés.[18]
- Az orvosi titoktartás megszegése: A rendszer a szakorvosokat – akik egy adott beteg adatlapjára belépnek – kezelőorvosként azonosítja, függetlenül attól, hogy valójában a beteg kezelőorvosa vagy sem, így a szakorvosok a beteg adatlapjára történő belépéskor azonnal kezelőorvosokat megillető adat-hozzáférési jogosultságot kapnak, így a beteg adataihoz olyan – a beteg számára idegen- orvosok is hozzáférhetnek akivel a beteg még sohasem találkozott. Mivel az adatbázisba bekerülő adatokat az EESZT-rendszer olyan személyek számára is elérhetővé teszi akik a beteg kezelésében nem vesznek részt, ez a kritikusok szerint ez az orvosi titoktartás elvének megszegését eredményezi.[6]
- Lakossági tájékoztatás hiánya: A lakosság az EESZT-ről semmilyen aktív tájékoztatást nem kapott, ezért nem meglepő, hogy mintegy 10-20 ezer fő, az, aki valamilyen korlátozást állított be az adatainak elérésére (a lakosság 0,1-0.2%-a). Ez nem azért van, mert az emberek ennyire megbíznak az EESZT-ben, hanem azért mert eleve nem is tudnak a létezéséről, nem találják meg az Interneten. Ha pedig végül megtalálják, akkor nem igazodnak el a kezelésében (attól félnek, hogy ha bármit is korlátoznak, akkor az később az életükbe kerülhet). Ezt a félelem érzetet a kormányzat és az orvosok folyamatosan táplálják. A nyugdíjasok egyszerűen félnek bármit beállítani, mert tartanak az orvosuktól, félnek, hogy a korlátozásnak hátrányos következményei lesznek a számukra. A lakosság a mai napig nem kapott személyre szabott részletes tájékoztatást a rendszer működéséről, a honlap kezeléséről, és a jogaik érvényesítési lehetőségéről, ezért 99,8%-ban az emberek megmaradtak az alapbeállításnál, ami azt jelenti, hogy legintimebb adataikat is bármely orvos láthatja (nőgyógyászat, urológia, abortusz, genetikai vizsgálat, neurológiai vizsgálat, onkológia stb.).
- Büntethetőség hiánya: Az EESZT-t bevezető törvény felmentette az orvosokat a célhoz kötött adatkezelés követelménye alól, ugyanis az áll benne, hogy jóhiszeműnek kell tekinteni minden olyan adathozzáférést, amely összhangban van a beteg önrendelkezési beállításaival. Az előző pontban említett tájékoztatás hiánya miatt ez de facto azt jelenti, hogy eleve kizárt a felelősségre vonás, ha nem állított be a beteg tiltást, és az orvos a rá nem tartozó lombikkezelés adataiban keresgél. A Büntető Törvénykönyv nem tartalmaz olyan szakaszt, ami büntetné az orvosi titoktartás megszegését. A személyes adatokkal való visszaélés (219. §) olyan módon van megfogalmazva, hogy még véletlenül se legyen alkalmazható az orvosi adatok bizalmasságának megsértésének esetére

## Az EESZT-fejlesztések
Az EESZT fejlesztésével valamint informatikai támogatásával a T-Systems Magyarország Zrt. van megbízva.

## EESZT-tervek
Az EESZT adatbázis fejlesztési tervei között szerepel a betegadatok 5-évre visszamenőleg történő feltöltésén túl – többek között – a távgyógyászati és távkonzultációs rendszer kiépítése is.